# Plešné jezero
Plešné jezero (dawniej Plekenštejnské jezero, niem. Plöckensteinsee, Plöckensteiner See) – jezioro polodowcowe w górach Szumawy w Czechach, położone u podnóża szczytu Plechý (Plöckenstein), najwyższego w czeskiej części Szumawy. Jezioro położone jest na wysokości 1090 m n.p.m. Jego powierzchnia wynosi 7,48 ha, długość brzegu - 1242 m, maksymalna głębokość - 18,3 m, a objętość - 617 tys. m³.
Pod względem administracyjnym położone jest w gminie Nová Pec, w powiecie Prachatice, w kraju południowoczeskim.

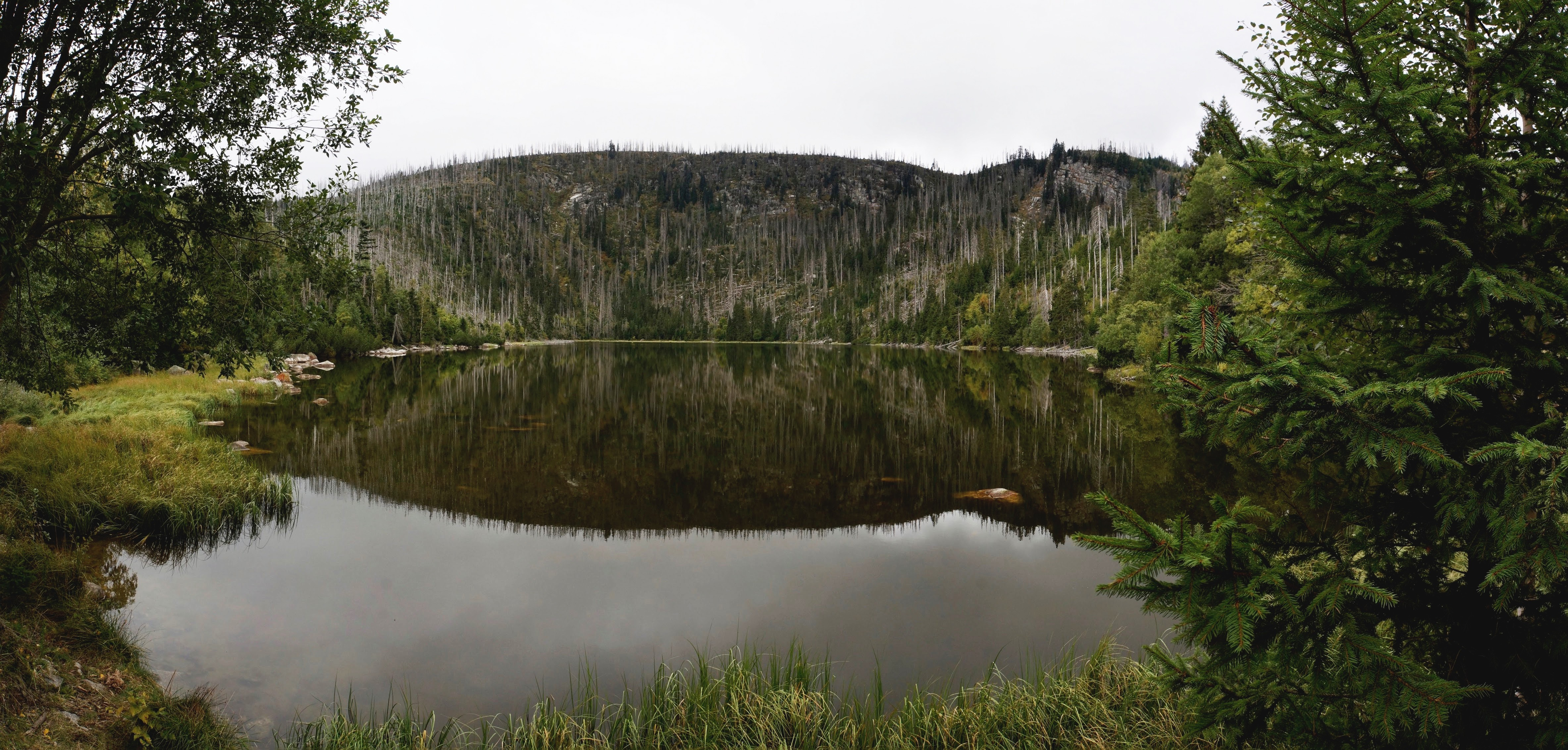
Widok na jezioro i skalną ścianę szczytu Plechý

Jezioro powstało w kotle lodowcowym, z którego odpływ wody ogranicza wał moreny czołowej o wysokości 30–40 m. Skalna ściana kotła wznosi się na 260 m nad taflą jeziora. Na skraju urwiska postawiony został w latach 1876–77 pomnik austrackiego pisarza Adalberta Stiftera. Na przedpolu moreny rozciąga się głazowisko, zwane kamiennym morzem.
Z jeziora wypływa potok Jezerní, uchodzący do Wełtawy. W latach 1789–91, w związku z budową Kanału Schwarzenberskiego, wał moreny został uszczelniony i zamontowano w nim śluzę umożliwiającą spuszczanie wody z jeziora do kanału celem spławiania drewna.
Jezioro jest aktualnie jedynym miejscem występowania na terenie Republiki Czeskiej rzadkiego i zagrożonego gatunku byliny wodnej, jakim jest jeżogłówka pokrewna.